# Lipetsk (tỉnh)

Lipetsk Oblast (tiếng Nga: Ли́пецкая о́бласть, Lipetskaya oblast) là một chủ thể liên bang của Nga (một tỉnh). Tỉnh này được thành lập ngày 6 tháng 1 năm 1954. Trung tâm hành chính là thành phố Lipetsk.

## Liên kết
- Tư liệu liên quan tới Lipetsk Oblast tại Wikimedia Commons
- (tiếng Anh) Official website of Lipetsk Oblast Lưu trữ ngày 14 tháng 2 năm 2008 tại Wayback Machine